# 官職秘抄
『官職秘抄』（かんしょくひしょう）は、鎌倉時代初期の正治2年（1200年）頃に平基親によって書かれた有職故実の解説書。全2巻。
仁和寺門跡である守覚法親王の質問を受けて、従三位兵部卿であった基親が著したと言われている。主に官職の呼称と変遷、それに就くための家格・経歴について論じている。特に院政期についての事情などについては詳細である。
官職について解説する現存最古の書籍である。また、才覚よりも家格を官職就任の最優先の要件とするという見解は、南北朝時代の北畠親房による職原抄など一連の著作とも共通しており、親房は同書の影響を受けたとする見方もある。

## 写本・翻刻
- 『官職秘抄』写、室町末期。本写本は室町時代末ころの書写と推定される。巻末の奥書に、元弘元年（1331）、大永5年（1525）の年次を有するが、いずれも本奥書で転写本と認められる。
- 塙保己一 編『羣書類従 第5輯（続群書類従完成会 校）』群書類従刊行会 (酣灯社内)、1954年。doi:10.11501/2940347。
  - 「官職秘鈔」上・下　『群書類従』第5輯　続群書類従完成会、1997年。